# Râul Valea Lupului, Bistra
Râul Valea Lupului este un curs de apă, afluent al râului Bistra din județul Caraș-Severin

## Hărți
- Harta Munții Țarcu/Muntele Mic  Arhivat în 28 martie 2010, la Wayback Machine.
- Harta Județului Caraș-Severin